# Neurona eferente

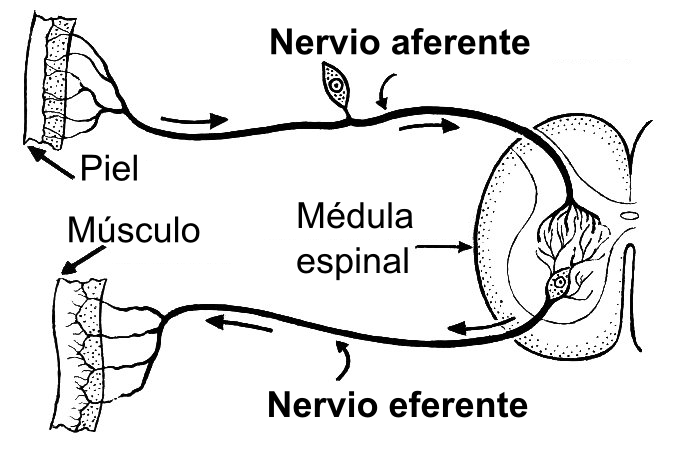
Diagrama explicativo de los recorridos eferente y el aferente.

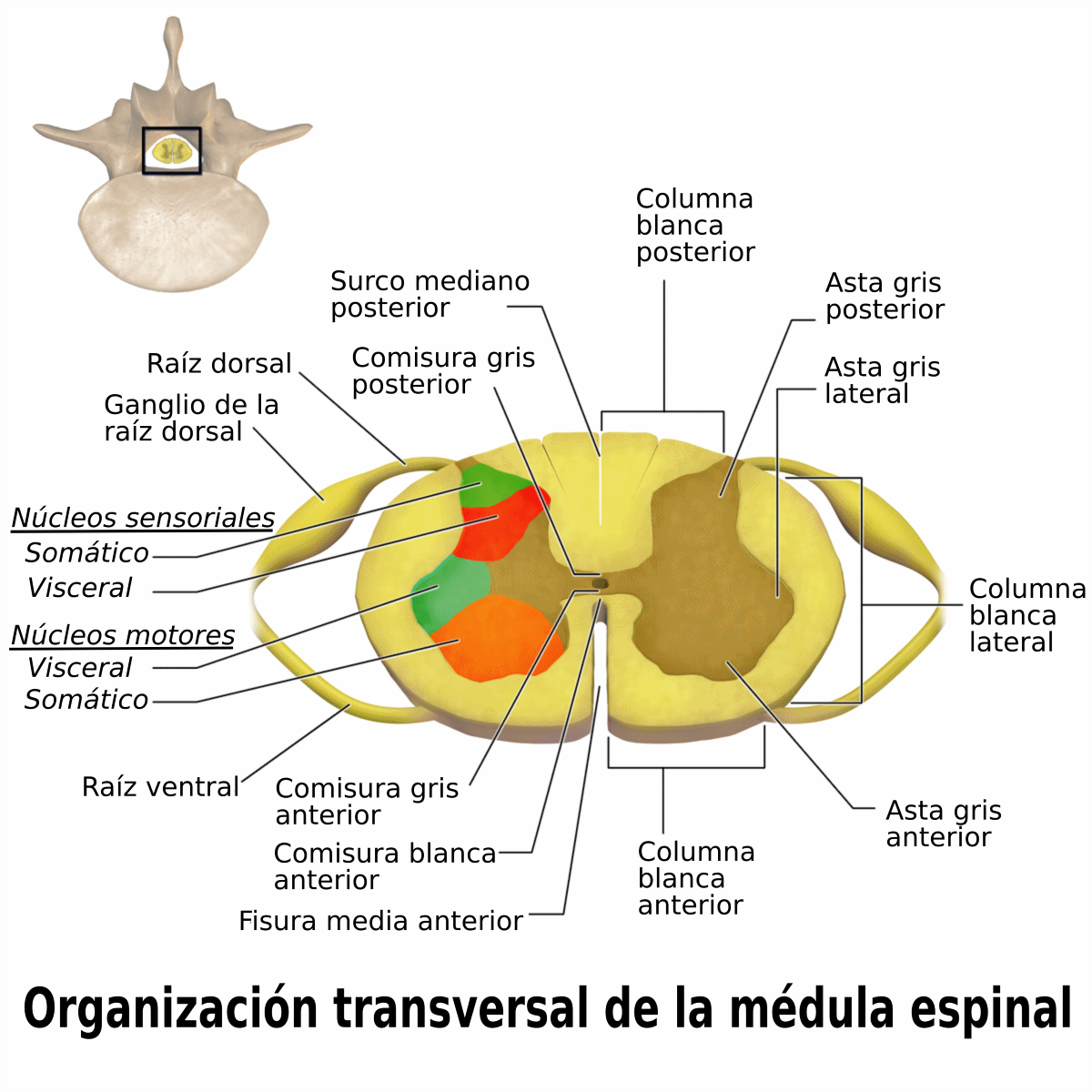
Fibras eferentes en rojo, 11: raíz anterior generadas en el 1: cuerno anterior. Corte transversal de médula espinal.

En el sistema nervioso, las neuronas eferentes o neurofibras eferentes (también conocidas como neuronas efectoras) transportan los impulsos nerviosos fuera del sistema nervioso central hacia efectores como los músculos o las glándulas (y también las células ciliadas del oído interno).

El término eferente también se usa dentro del sistema nervioso, para describir las conexiones relativas entre las estructuras nerviosas (por ejemplo, la sinapsis de una neurona eferente proporciona input a otra neurona, unidireccionalidad). La actividad en sentido opuesto se denomina aferente.

## Características
Los nervios motores son nervios eferentes implicados en el control muscular. El cuerpo de la neurona eferente (motoneurona) se continúa con un único y largo axón. Este axón luego forma una sinapsis neuromuscular con los efectores del músculo. 
La motoneurona está presente en la materia gris de la médula espinal y del bulbo raquídeo, y crea un recorrido electroquímico hacia el órgano o músculo efectores.
- Fibras eferentes viscerales generales

- Fibras eferentes somáticas generales